# Gustaw Orlicz-Dreszer
Gustaw Konstanty Orlicz-Dreszer, ps. „Orlicz” (ur. 2 października 1889 w Jadowie, zm. 16 lipca 1936 opodal Gdyni-Orłowa) – polski wojskowy, żołnierz Legionów Polskich, członek Polskiej Organizacji Wojskowej, kawalerzysta, generał dywizji Wojska Polskiego, uczestnik I wojny światowej i walk o niepodległość Polski w wojnie z bolszewikami, kawaler Orderu Virtuti Militari.

## Życiorys

### Dzieciństwo i młodość
Gustaw Konstanty Orlicz-Dreszer był synem Jana Augusta (1863–1931), adwokata, notariusza, działacza niepodległościowego) i Emilii z domu Rusch. Oboje rodzice byli wyznania ewangelicko-augsburskiego. Jego braćmi byli Zygmunt (1888–1947), polityk PPS, poseł, Rudolf (1891–1958), generał oraz Julian (1892–1937), oficer, adwokat. W 1900 roku, przeniósł się z rodziną do Częstochowy, gdzie jego ojciec założył prywatną kancelarię. W tym mieście bracia Dreszerowie uczęszczali do Gimnazjum Rządowego. Działał w organizacji „Zet”. Jako uczeń VIII klasy gimnazjalnej był aresztowany i więziony przez władze carskie za działalność patriotyczną. W 1907 ukończył IV Liceum Ogólnokształcące im. Henryka Sienkiewicza w Częstochowie, zdał maturę i postanowił poświęcić się studiom prawniczym. Studiował prawo na Uniwersytecie Franciszkańskim we Lwowie, a następnie handel na uniwersytecie w Leodium w Belgii oraz w Akademii Eksportowej w Hawrze we Francji.

### I wojna światowa
3 sierpnia 1914, z wybuchem I wojny światowej, zmobilizowany został do armii rosyjskiej, w stopniu podporucznika rezerwy kawalerii, i przydzielony do 3 szwadronu 14 Mitawskiego pułku huzarów. Z oddziału tego zdezerterował, przekroczył linię frontu i 14 sierpnia pod miejscowością Brzegi na Kielecczyźnie przyjęty został do Oddziału Beliny. W październiku 1914 mianowany porucznikiem, a 19 września 1915 rotmistrzem. Następnie walczył w szeregach 1 pułku ułanów Legionów Polskich, a od stycznia 1917 – 1 pułku piechoty Legionów na stanowisku komendanta batalionu. Po kryzysie przysięgowym internowany w Szczypiornie, następnie w Havelbergu, Rastatt i Werl. Zwolniony w 1918.

### Dwudziestolecie międzywojenne
W 1918 mianowany przez dowódcę POW Edwarda Śmigłego-Rydza komendantem okręgu wojskowego w Chełmie, gdzie rozbroił stacjonujący tam garnizon austriacki oraz zarządził pobór do 1 pułku szwoleżerów i 35 pułku piechoty. Zwerbował także do polskiej armii włoskich jeńców wojennych i czeskich dezerterów z armii Austro-Węgier. 10 listopada 1918 awansowany na majora, a w 1919 na stopień pułkownika. Był organizatorem i pierwszym dowódcą 1 pułku szwoleżerów.
W wojnie polsko-bolszewickiej dowodził 1 pułkiem szwoleżerów (od listopada 1918 do lipca 1920), 4 Brygadą Jazdy (lipiec 1920) oraz 2 Dywizją Jazdy (sierpień 1920 – lipiec 1921).
17 lipca 1921 roku został mianowany inspektorem jazdy przy Inspektorze Armii Nr 2 w Warszawie. 1 czerwca 1924 roku został wyznaczony na stanowisko dowódcy 2 Dywizji Kawalerii w Warszawie. W tym czasie, od 15 listopada 1923 do 15 sierpnia 1924, był słuchaczem I Kursu Centrum Wyższych Studiów Wojskowych w Warszawie. 31 marca 1924 roku awansował na generała brygady ze starszeństwem z dniem 1 lipca 1923 i 2. lokatą w korpusie generałów.
W listopadzie 1924 roku był jednym z oficerów, którzy podali się do dymisji w ramach tzw. strajku generałów.

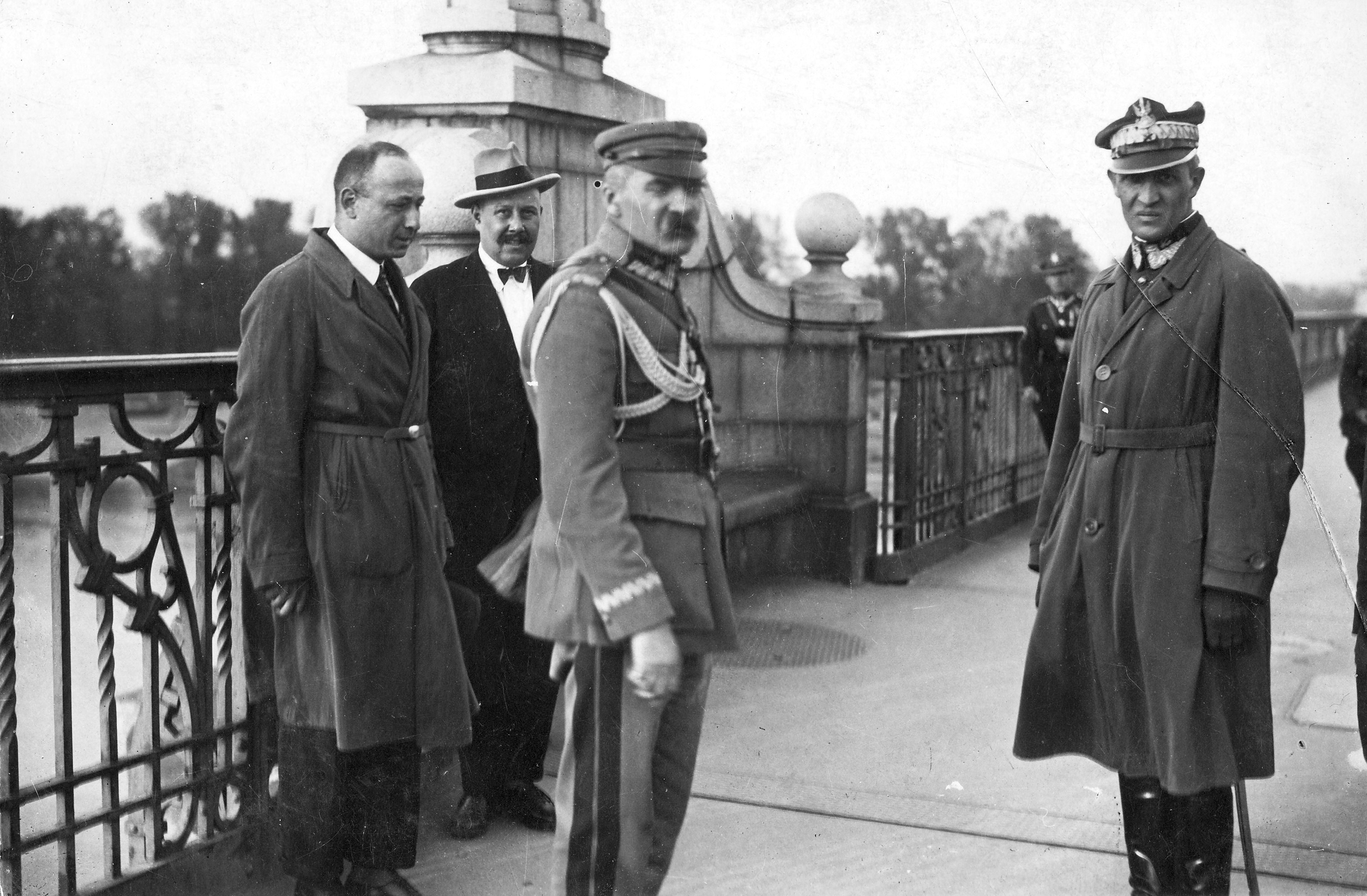
Gen. Gustaw Orlicz-Dreszer (po prawej) z marsz. Józefem Piłsudskim (w środku) na Moście Poniatowskiego w Warszawie, podczas zamachu majowego 12 maja 1926

15 listopada 1925 przewodził delegacji kilkudziesięciu wojskowych wyższej rangi, składającej marszałkowi Józefowi Piłsudskiemu propozycje zaprowadzenia w kraju politycznego porządku. Podczas obchodów rocznicy odzyskania przez Polskę niepodległości wygłosił słynne przemówienie, odczytywane jako deklaracja oddania przed planowanym przewrotem zbrojnym:
Gdy dzisiaj zwracamy się do Ciebie, mamy także bóle i trwogi, do domu wraz z nędzą zaglądające. Chcemy, byś wierzył, że gorące chęci nasze, byś nie zechciał być w tym kryzysie nieobecny, osierocając nie tylko nas, wiernych Twoich żołnierzy, lecz i Polskę, nie są tylko zwykłymi uroczystościowymi komplementami, lecz, że niesiemy Ci prócz wdzięcznych serc i pewne, w zwycięstwach zaprawione szable!
Następnego dnia ówczesny Minister Spraw Wojskowych, gen. dyw. Władysław Sikorski przeniósł go do Poznania na stanowisko dowódcy 3 Dywizji Kawalerii. 31 grudnia 1925 nowy Minister Spraw Wojskowych, gen. broni Lucjan Żeligowski mianował go na powrót dowódcą 2 Dywizji Kawalerii w Warszawie.
Podczas zamachu majowego dowodził wojskami zbuntowanymi (szefem sztabu był pułkownik Józef Beck). We wrześniu 1926 wyznaczony został na stanowisko generała do prac przy Generalnym Inspektorze Sił Zbrojnych z pozostawieniem na stanowisku dowódcy 2 Dywizji Kawalerii. Od 1930 prezes Zarządu Głównego Ligi Morskiej i Kolonialnej.
10 listopada 1930 roku Prezydent Rzeczypospolitej Ignacy Mościcki nadał mu stopień generała dywizji ze starszeństwem z 1 stycznia 1931 roku i 2. lokatą w korpusie generałów. Jednocześnie zezwolił mu na nałożenie oznak nowego stopnia przed 1 stycznia 1931 roku.
15 grudnia 1930 roku mianowany został inspektorem armii. 8 grudnia 1933 uczestniczył w ceremonii poświęcenia portu i dworca morskiego w Gdyni. 16 maja 1935 na Polu Mokotowskim w Warszawie prowadził defiladę wojskową na cześć zmarłego marsz. Józefa Piłsudskiego. Dekretem Prezydenta RP z 4 lipca 1936 został powołany na nowo utworzone stanowisko Inspektora Obrony Powietrznej Państwa od 9 lipca 1936.
Przed pogrzebem Piłsudskiego zjawił się u gen. Władysława Sikorskiego. Oświadczył mu: 
Przed odpowiedzialnymi czynnikami legionowymi staje obecnie zagadnienie zasadniczej rewizji ich stosunku do osoby Sikorskiego. Jest wprost nie do pomyślenia, aby w niezmiernie ciężkiej i trudnej sytuacji, w jakiej się obecnie państwo znajdzie, pozbawiona Piłsudskiego armia polska, mogła się obejść bez czynnej współpracy w jej organach kierowniczych człowieka tych kwalifikacji i doświadczenia co Sikorski. I dlatego, wszystko to głęboko rozważywszy, postanowił on zamknąć okres walki, jaką przeciwko Sikorskiemu prowadził, i zjawia się u niego, aby zaofiarować mu wszelką pomoc w ułożeniu stosunków z nowym kierownictwem wojskowym. Uważa jednak, iż Sikorski winien uczynić pierwszy krok przez oficjalny, to jest w mundurze generalskim, udział w pogrzebie Piłsudskiego.
Jednak kiedy Sikorski zgłosił się do organizacji pogrzebu, prosząc o wyznaczenie mu miejsca w pochodzie, odpowiedziano mu, że jego propozycję uważają za prowokację i nie udzielają mu zgody na wzięcie udziału w tej uroczystości.
Przez wielu uważany był za wielkiego przyjaciela młodzieży. Wspierał między innymi harcerskie drużyny żeglarskie. Podkreślał, że w młodym pokoleniu trzeba kształtować przedsiębiorczość, odwagę, a ponad wszystko umiłowanie ojczyzny. Warto przypomnieć, że jego dewiza życiowa brzmiała następująco: „nie ma rzeczy niemożliwych”.
Generałowi przypisuje się hasło rzucone w 1934 – „ubierzmy Gdynię w las masztów”. „Las” tworzyły wtedy maszty: „Daru Pomorza” – 3, ORP „Iskry” – 3, „Harcerza” (późniejszy Zawisza Czarny) – 3 oraz „Elemki” – 5, razem 14.
Prezes Ligi Morskiej i Kolonialnej od 1930 r. do śmierci.

### Śmierć

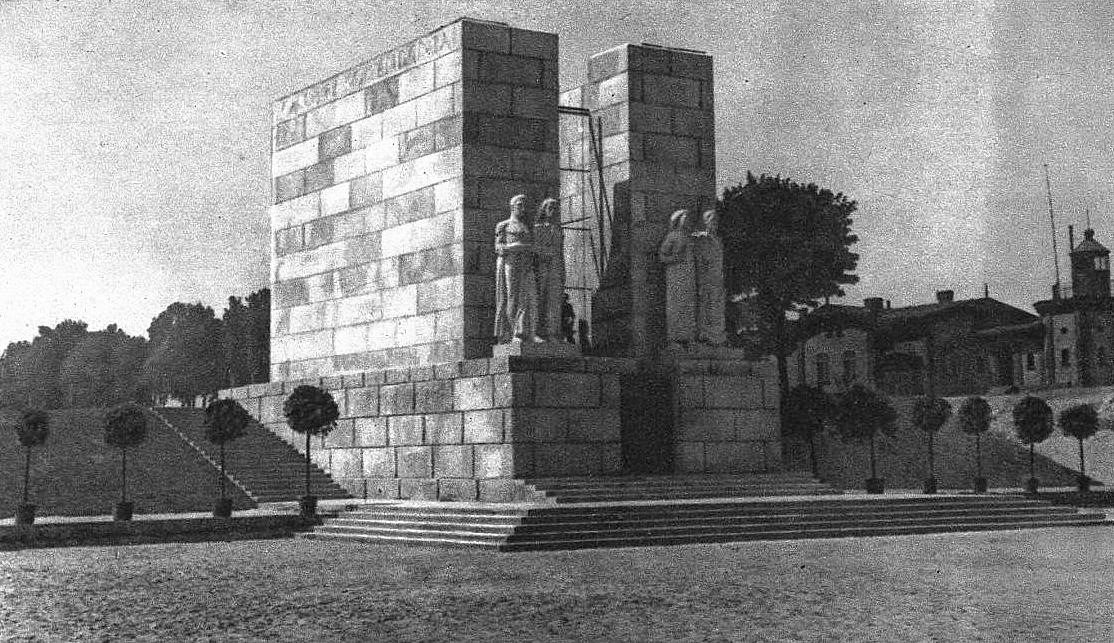
Mauzoleum generała w Gdyni (lipiec 1939); zburzone przez Niemców we wrześniu 1939

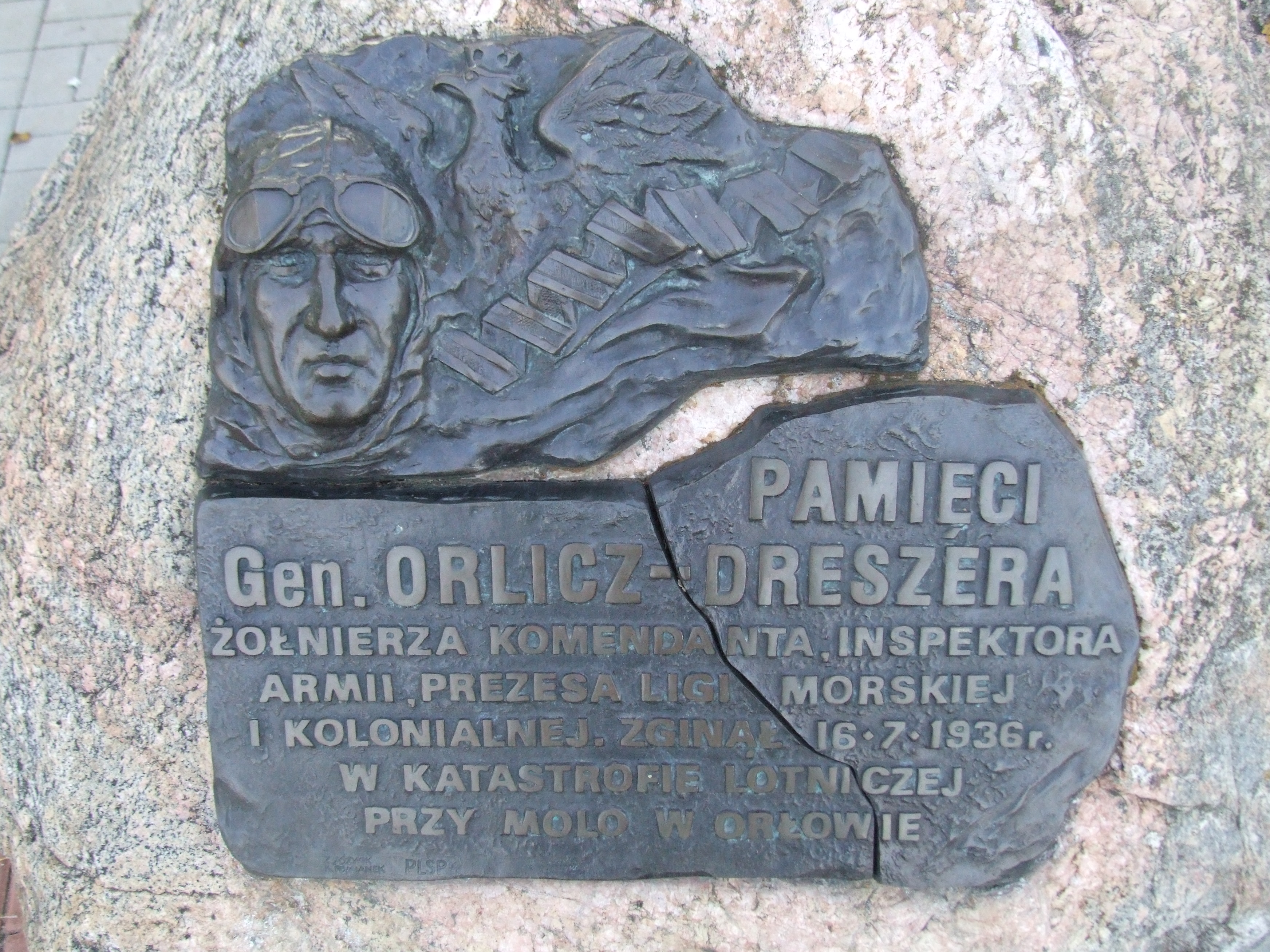
Pomnik gen. Gustawa Orlicz-Dreszera w Gdyni-Orłowie, z symbolicznie połamaną tablicą

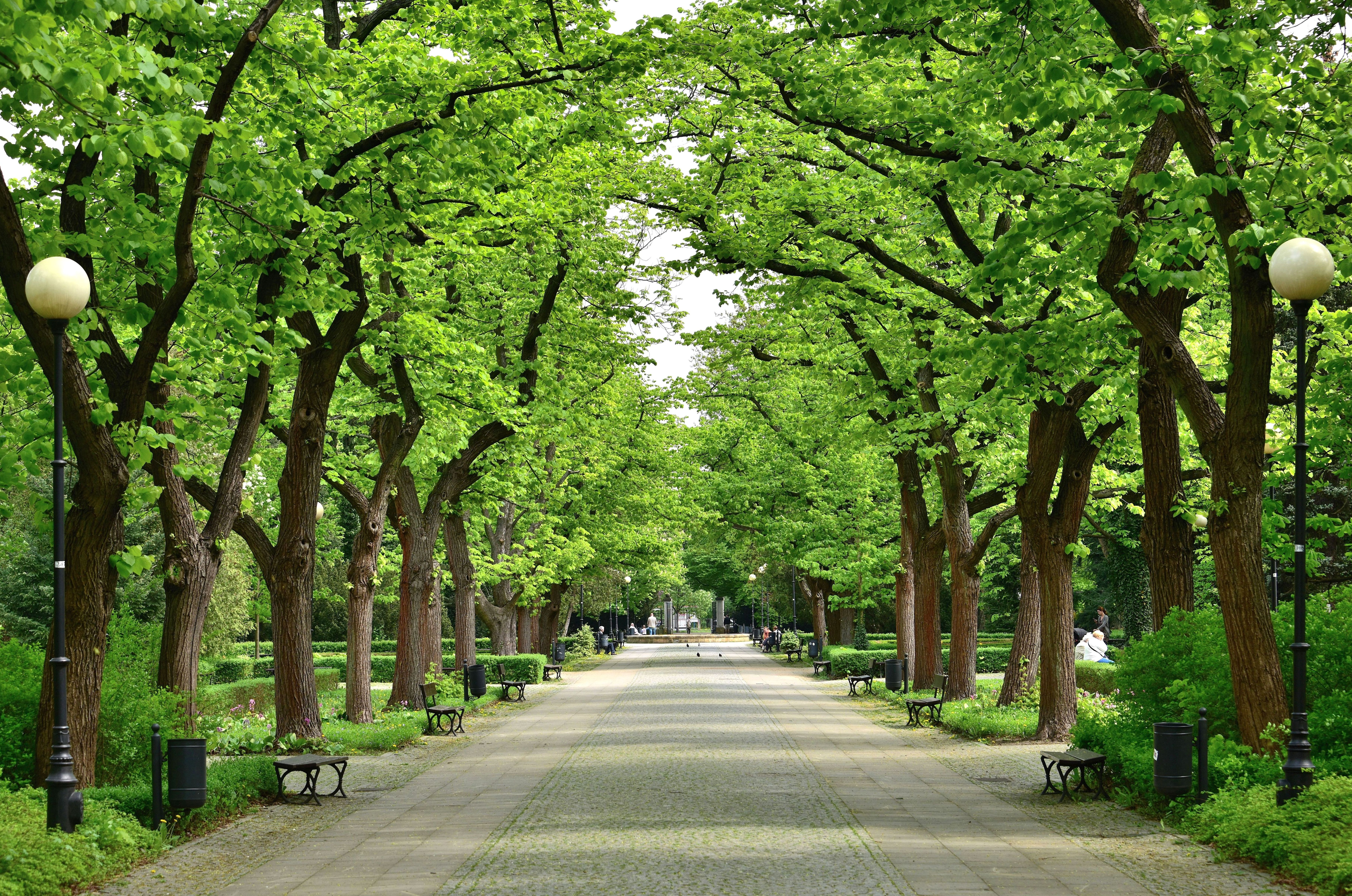
Park gen. Gustawa Orlicz-Dreszera w Warszawie (2018)

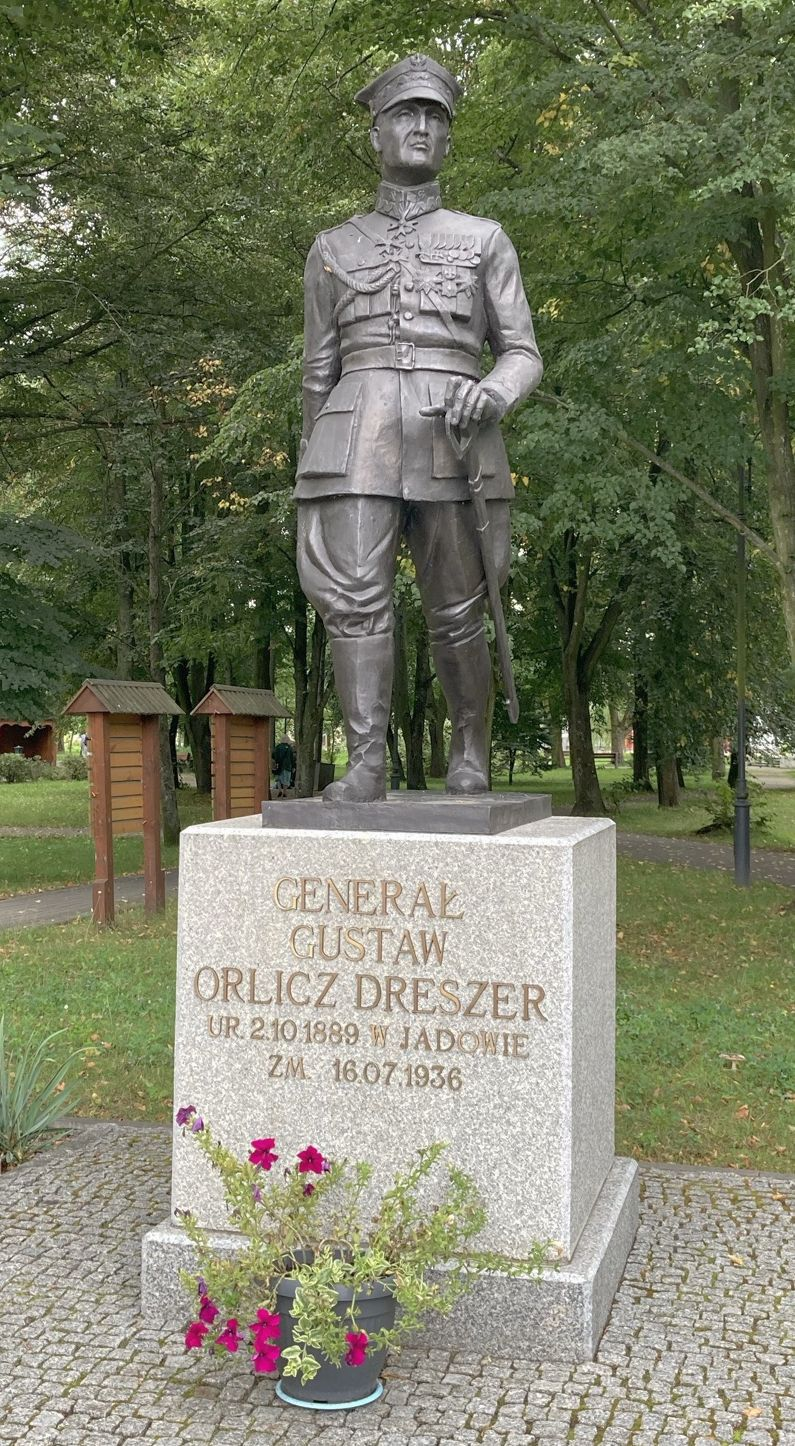
Pomnik w Jadowie - miejscu narodzin generała

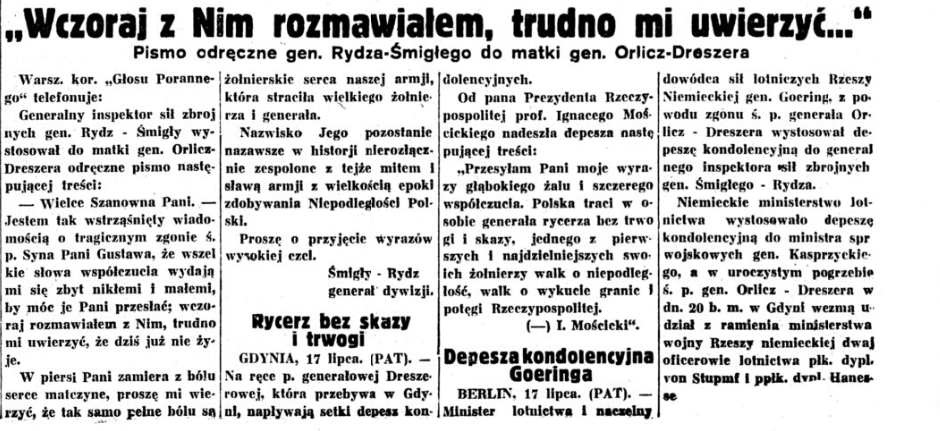
Informacje prasowe związane ze śmiercią gen. Gustawa Orlicz-Dreszera, dotyczące listu kondolencyjnego, wystosowanego przez gen. Edwarda Śmigłego-Rydza do matki zmarłego, depeszy kondolencyjnej od prezydenta Ignacego Mościckiego do żony zmarłego oraz kondolencji złożonych przez ministra lotnictwa Rzeszy, gen. Hermanna Göringa. Źródło: Głos Poranny nr 195, Łódź, wydanie z soboty, 18 lipca 1936 r.

Zginął śmiercią tragiczną 16 lipca 1936 w katastrofie lotniczej samolotu RWD-9 w Zatoce Gdańskiej pod Gdynią-Orłowem, w trakcie lotu w kierunku statku MS „Piłsudski”, którym wracała z USA jego druga, amerykańska żona Olga Elwira Stalińska. Do katastrofy doszło o godz. 14.14. Według świadków wypadku samolot nadlatujący od strony Sopotu na wysokości ok. 1 tys. m zatoczył kilka okrążeń nad niemieckim żaglowcem szkolnym „Deutschland”, po czym niespodziewanie skierował się w stronę lądu. Słychać było nierówną pracę silnika. Pilot prawdopodobnie usiłował wodować na płyciźnie lub lądować na plaży, czemu przeszkodził podmuch wiatru. Ostatecznie samolot spadł do wody, której głębokość wynosiła ok. 5 m. Mimo natychmiastowej akcji ratunkowej, podjętej po 10 minutach przez ratowników PCK Ignacego Walczyka i Alojzego Karolewskiego, którzy zanurkowali próbując dostać się do osób uwięzionych w samolocie, pomocy znajdujących się w okolicy statków i zabiegów reanimacyjnych, prowadzonych przez miejscowego lekarza dra Pokutyńskiego, zginęli wszyscy znajdujący się na pokładzie samolotu wojskowi: gen. dywizji Gustaw Orlicz-Dreszer, ppłk dypl. Stefan Loth i kpt. pil. Aleksander Łagiewski. Wrak samolotu doholowano do mola w Orłowie (według innej wersji - portu w Gdyni), tu wydobyto ciała ofiar i szczątki samolotu.
Sekcja zwłok wykazała, że przyczyną śmierci generała było pęknięcie namiotu móżdżkowego. Gustaw Orlicz-Dreszer został pochowany 20 lipca 1936 na Cmentarzu Marynarki Wojennej na Oksywiu w Gdyni, jako pierwszy pogrzebany tam zmarły. W uroczystościach pogrzebowych uczestniczyli najwyżsi przedstawiciele władz cywilnych i wojskowych na czele z Prezydentem RP Ignacym Mościckim i marsz. Edwardem Śmigłym-Rydzem. Ponieważ generał Orlicz-Dreszer nie był katolikiem, zaistniał problem z organizacją nabożeństwa pogrzebowego. Proboszcz parafii oksywskiej zarzekał się bowiem, że nie wpuści za bramę kościoła grzesznika, rozwodnika i innowiercy. W związku z tym oficerowie biorący udział w uroczystości, postanowili wcześniej wymontować z kościoła drzwi. 16 lipca 1939 szczątki generała zostały przeniesione do Mauzoleum Gustawa Orlicz-Dreszera w Gdyni, które we wrześniu 1939 zostało wysadzone w powietrze i zrównane z ziemią przez okupujących Gdynię Niemców.
Nie wszystkie okoliczności katastrofy są jasne i jednoznaczne. Nie wiadomo, dlaczego samolot RWD-9 o numerze rejestracyjnym 263 SP-DRC, pilotowany prawdopodobnie przez kpt. pil. Aleksandra Łagiewskiego z 1 Pułku Lotniczego w Warszawie, lecący z Grudziądza do Gdyni, który miał lądować na lotnisku w Rumi, znalazł się nad wodami Zatoki Gdańskiej. Jak ustalono po zdarzeniu, morenowe ukształtowanie terenowe wybrzeża w połączeniu z wiejącym tego dnia porywistym wiatrem sprawiły, że lot awionetką przy brzegu na małej wysokości był tego dnia bardzo niebezpieczny.

## Upamiętnienie
9 grudnia 1936 w Katedrze Świętego Ducha w Warszawie została odsłonięta tablica upamiętniająca płka Jana Głogowskiego i gen. Gustawa Orlicz-Dreszera. Gustaw Orlicz-Dreszer został wybrany patronem II Liceum Ogólnokształcącego w Chełmie, 16 pułku ułanów wielkopolskich w Bydgoszczy i 60 Wieliszewskiego dywizjonu rakietowego obrony powietrznej w Olszewnicy Starej. Ulice, którym nadano imię gen. Gustawa Orlicz-Dreszera, m.in. w Nadwórnej, Sanoku, w Rzeszowie (od lipca 1937, w 1951 przemianowana na ul. Juliana Marchlewskiego), Lubartowie, Chełmie, Gdyni, Giżycku, Łodzi, Siedlcach i Zamościu. Jego imieniem nazwano osiedle w Siedlcach i park na warszawskim Mokotowie. Od stycznia do końca lipca 2007 trwała kompleksowa rewaloryzacja parku, mająca na celu odtworzenie pierwotnego założenia przestrzennego i ustawienie przy wejściu od ul. Puławskiej pomnika gen. Gustawa Orlicz-Dreszera.

## Odniesienia w kulturze
W filmie historycznym Zamach stanu z 1980, w reżyserii Ryszarda Filipskiego, w rolę gen. Gustawa Orlicz-Dreszera wcielił się Krzysztof Chamiec. Akcja filmu rozpoczyna się jesienią 1925. Przed dworkiem marszałka Józefa Piłsudskiego w Sulejówku pod Warszawą odbywa się manifestacja 600 oficerów pod przewodem gen. Gustawa Orlicz-Dreszera, domagających się powrotu Józefa Piłsudskiego do czynnego życia politycznego.

## Życie prywatne
W 1921 poślubił aktorkę Wandę Filochowską z Nowackich. Ślub odbył się prawdopodobnie w obrządku rzymskokatolickim, natomiast unieważnienie małżeństwa w 1934 – przed sądem konsystorskim Synodu Wileńskiego Kościoła Ewangelicko-Reformowanego.
14 maja 1934 zawarł kolejne małżeństwo, z amerykańską rozwódką Olgą Elwirą Stalińską z domu Neal. Tym razem był to ślub cywilny w Urzędzie Stanu Cywilnego w Gdyni. Według Sławomira Kopera oba małżeństwa generała pozostały bezdzietne, natomiast „Gazeta Wyborcza” twierdzi, że z pierwszego związku przyszła na świat córka – Aleksandra (zm. 5 sierpnia 2011).

## Ordery i odznaczenia
- Krzyż Srebrny Orderu Wojskowego Virtuti Militari nr 4405[39] (1921)[42]
- Wielka Wstęga Orderu Odrodzenia Polski (pośmiertnie, 18 lipca 1936)[43][44][45]
- Krzyż Komandorski Orderu Odrodzenia Polski (9 listopada 1926)[46][47]
- Krzyż Niepodległości z Mieczami (28 grudnia 1933)[48]
- Krzyż Walecznych (czterokrotnie)
- Złoty Krzyż Zasługi (17 marca 1930)[49]
- Medal Pamiątkowy za Wojnę 1918–1921 (1928)
- Medal Dziesięciolecia Odzyskanej Niepodległości (1928)
- Medal za Ratowanie Ginących (1929)[50]
- Odznaka „Za wierną służbę”
- Odznaka Pamiątkowa Generalnego Inspektora Sił Zbrojnych (12 maja 1936)

- Wielka Wstęga Orderu Zasługi Wojskowej (pośmiertnie, Bułgaria)[51]
- Wielki Oficer Orderu Korony Rumunii (Rumunia)
- Wielki Oficer Orderu św. Sawy (Jugosławia, 1929)[52][53]
- Komandor Orderu Legii Honorowej (Francja, 1928)[54]
- Kawaler Orderu Legii Honorowej (Francja, 1921)[55]
- Medal 10 Rocznicy Wojny Niepodległościowej (Łotwa, 1930)[56]